# Chrysops willistoni
Chrysops willistoni är en tvåvingeart som beskrevs av James Stewart Hine 1925. Chrysops willistoni ingår i släktet Chrysops och familjen bromsar. Inga underarter finns listade i Catalogue of Life.